# 京都市立七条小学校
京都市立七条小学校（きょうとしりつ しちじょうしょうがっこう）は京都府京都市下京区西七条石井町にある公立小学校。

## 沿革
- 1872年（明治5年） - 京都府葛野郡西七条小学校として開校。
- 1889年（明治22年）4月 - 七条村立七条小学校と改称。
- 1898年（明治31年）10月 - 葛野郡七条尋常小学校と葛野郡唐橋尋常小学校が合併し、七条村立尋常小学校となる。
- 1918年（大正7年）4月 - 七条村が京都市に編入され下京区になり、京都市立七条尋常小学校となる。
- 1941年（昭和16年）4月1日 - 京都市立七条国民学校と改称。
- 1947年（昭和22年）4月1日 - 京都市立七条小学校と改称[1]。

## 卒業後の進路
卒業後は基本的に京都市立七条中学校に進学する。

## 通学区域が隣接している学校
- 京都市立西大路小学校
- 京都市立七条第三小学校
- 京都市立梅小路小学校
- 京都市立唐橋小学校
- 京都市立祥豊小学校